# Fatikchhari
Fatikchhari (en bengali : ফটিকছড়ি) est une upazila du Bangladesh dans le district de Chittagong. En 1991, on y dénombrait 388 013 habitants.